# 阿龙河
阿龙河也作阿润河，上游西藏境内称朋曲（藏語：བུམ་ཆུ，威利转写：bum chu，THL：Bum Chu，也作澎曲），是南亚恒河支流戈西河的主源，发源于中国西藏自治区聂拉木县西南希夏邦马峰北麓，向东流经定日、定结两县，在定结县西南陈塘镇南进入尼泊尔境内。其中朋曲与甘马藏布汇合处至朋曲与错岗青波河汇合处之间一段为中尼两国界河。进入尼泊尔境内始称阿龙河。在尼泊尔境内，向南纵贯戈西专区北部后汇孙科西河、德穆尔河后称戈西河。